# Качковский, Пётр Эразмович

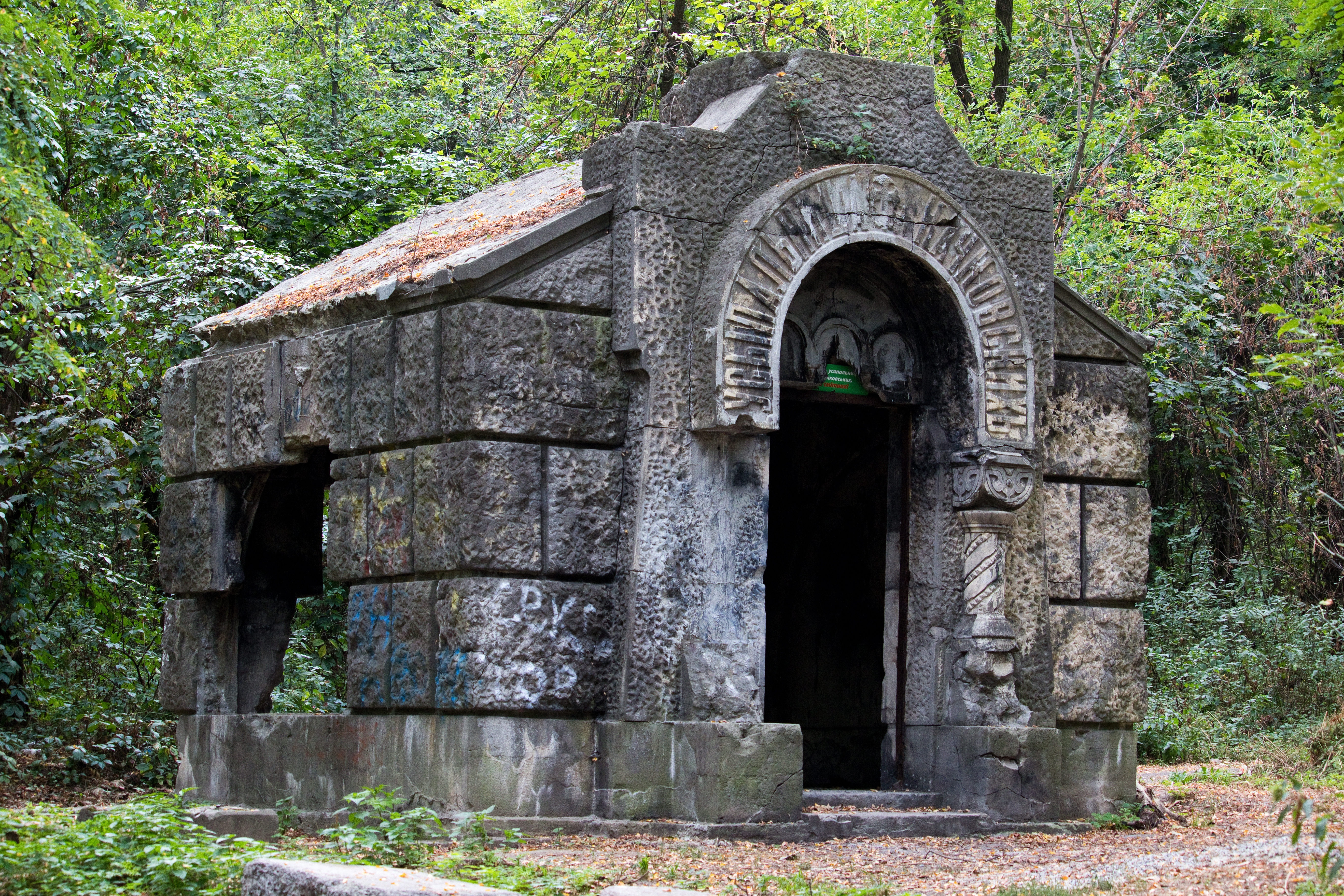
Усыпальница Петра и Антона Качковских на Кирилловском кладбище

Пётр Эразмович Качковский (1863 — 28 апреля 1909, Киев) — врач-хирург, доктор медицины.

## Биография
Родился в 1863 году (по другим данным в 1865). В 1890 году получил медицинское образование, закончив медицинский факультет Университета святого Владимира.
Работал приват-доцентом хирургии Университета святого Владимира в Киеве, преподавал хирургическую диагностику с терапией на базе больницы для детей с заболеваниями костей и суставов.
В 1908 году на улице Маловладимирская открыл собственную хирургическую больницу, которая была обустроена в соответствии с требованиями и достижениями того времени. После его смерти в помещении больницы была расположена хирургическая клиника Г. Маковского (в 1911 году в ней умер раненный террористом П. Столыпин), позже — офтальмологическая клиника, Институты гигиены труда и профессиональных заболеваний, общей и коммунальной гигиены.
Лечил неимущих больных и заключённых, консультировал в больнице для чернорабочих и хирургическом отделении Кирилловских богоугодных заведений, оказывал бесплатную помощь детям в благотворительной амбулатории.
С 1893 года — член Общества киевских врачей; член Киевского общества детских врачей.
В апреле 1909 года с повышенной температурой провёл операцию в тюрьме, вернувшись, почувствовал себя плохо, заболел и 28 апреля умер.
Похоронен на Кирилловском кладбище в склепе Качковских, вместе с младшим братом Антоном (1879—1898).

## Работы
- К вопросу об усечении кишки при невправленной (покрытой язвами) грыже.